# Lars Björn
Lars Gunnar Raldo "Lasse" Björn (16. prosince 1931 Stockholm – 15. srpna 2024 tamtéž) byl švédský lední hokejista, dvojnásobný mistr světa. Jeho vnukem je bývalý švédský hokejový obránce Douglas Murray, který odehrál deset sezón v NHL.

## Hráčská kariéra
Působil ve švédské lize, v letech 1949 až 1966 hrával za Djurgårdens IF, se kterým získal devětkrát švédský titul. Z tohoto hlediska je nejúspěšnějším švédským hráčem historie.
V reprezentaci odehrál 217 utkání, devětkrát se účastnil mistrovství světa. V letech 1953 a 1957 s týmem vybojoval zlaté medaile. Z olympijských her má bronzovou medaili z roku 1952, hrál i na olympiádách v letech 1956 a 1960.
V roce 1998 byl uveden do Síně slávy Mezinárodní hokejové federace.
Zemřel 15. srpna 2024 po krátké nemoci ve Stockholmu ve věku dvaadevadesáti let.